# Uw Stad Werkt
Uw Stad Werkt is een Nederlands netwerk van lokale vacatureplatforms. De platforms richten zich op het publiceren van vacatures en bedrijfsinformatie binnen afzonderlijke steden en regio’s. Het eerste platform werd in 2016 gelanceerd in Montfoort, waarna het concept werd uitgerold naar meerdere gemeenten in Midden- en Zuid-Nederland.

## Geschiedenis
Het concept begon in 2016 met de lancering van Montfoort Werkt, een website waarop vacatures van lokale bedrijven centraal werden verzameld. Het initiatief groeide in de daaropvolgende jaren uit naar meerdere steden, waaronder Gouda, Oudewater en Woerden. De uitbreiding vond voornamelijk plaats in de provincie Utrecht en aangrenzende regio’s.
In 2025 berichtte het Algemeen Dagblad over de toevoeging van functies gericht op mensen zonder diploma of met een arbeidsbeperking, zoals directe koppelingen naar inclusieve werkgevers. Rabobank noemde het platform in een regioverslag als voorbeeld van een samenwerkingsproject dat lokale werkgelegenheid stimuleert.

### Uitbreiding per jaar
- 2016 – Montfoort Werkt
- 2017 – Gouda Werkt[5]
- 2018 – Oudewater Werkt
- 2019 – Woerden Werkt, Leidsche Rijn Werkt
- 2020 – Lopik Werkt, Schoonhoven Werkt
- 2021 – IJsselstein Werkt, Lage Weide Werkt, Den Bosch Werkt
- 2022 – Nieuwegein Werkt, Bodegraven-Reeuwijk Werkt
- 2023 – Vianen Werkt, Waddinxveen Werkt, Krimpenerwaard Werkt[6]
- 2024 – Houten Werkt, De Bilt Werkt, Zeist Werkt[7]
- 2025 – Prins Alexander Werkt, Bunnik Werkt

## Werking
De platforms tonen vacatures die door lokale bedrijven worden geplaatst of via samenwerkingspartners worden aangeleverd. Afhankelijk van de gemeente kunnen extra functies beschikbaar zijn, zoals:
- Meertalige weergave van vacatures;
- Filters voor functies waarvoor geen diploma vereist is;
- Modules voor stageplaatsen en leerwerkplekken.[8]

## Samenwerking
Uw Stad Werkt werkt samen met gemeenten, ondernemersverenigingen en onderwijsinstellingen om vacatures en stages te verzamelen.  
Het platform is daarnaast betrokken bij initiatieven om de arbeidsmarkt inclusiever te maken, zoals het project Baanmakers in samenwerking met Rabobank en lokale organisaties.